# Rivière Franquelin Branche Ouest
Pour les articles homonymes, voir Franquelin (homonymie).
La rivière Franquelin Branche Ouest est un affluent de la rivière Franquelin, coulant dans le territoire non organisé de Rivière-aux-Outardes et dans la municipalité de Franquelin, dans la municipalité régionale de comté (MRC) de  Manicouagan, dans la région administrative de la Côte-Nord, dans la province de Québec, au Canada.
Cette vallée est desservie par une route forestière qui remonte la vallée. La sylviculture s'avère l'activité économique principale de cette vallée; les activités récréotouristiques, en second.

## Géographie
La rivière Franquelin Branche Ouest tire sa source d'un petit lac (altitude: 430 m) situé dans le territoire non organisé de Rivière-aux-Outardes. Cette embouchure est située à:
- au nord-ouest du centre du village de Franquelin;
- à l'ouest de l'embouchure de la rivière Franquelin Branche Ouest[3].

À partir de sa source, la rivière Franquelin Branche Ouest coule sur environ 40 km avec une dénivellation de 363 m, surtout en zones forestières, selon les segments suivants:

### Cours supérieur de la rivière Franquelin Branche Ouest
- d'abord vers le sud en descendant la falaise, puis vers l'est dans une vallée de plus en plus encaissée en recueillant la décharge (venant du sud) du lac Chambers, jusqu'à la décharge (venant du sud) du lac Chapados;
- vers l'est relativement en ligne droite dans une vallée encaissée, jusqu'à la décharge (venant du nord) du lac Beaudin;
- vers l'est jusqu'à la décharge (venant du nord) du lac Guay;
- vers l'est relativement en ligne droite, en recueillant la décharge (venant du sud) du lac Audet, en courbant vers le sud-est en fin de segment, jusqu'au ruisseau Chasseur (venant du nord-est);

### Cours inférieur de la rivière Franquelin Branche Ouest
- d'abord vers le sud, puis vers l'est en formant une boucle vers le sud pour remonter vers le nord-est, jusqu'à un coude de rivière;
- généralement vers le sud-est au pied d'une falaise de montagne, formant plusieurs serpentins en recueillant une décharge (venant du nord) d'un lac et deux décharges (venant du sud-ouest) d'un ensemble de petits lacs, jusqu'à un coude de rivière correspondant à la décharge (venant du sud-ouest) de 3 lacs;
- vers le nord-est en recueillant trois décharges (venant du nord) de lacs et une décharge (venant du sud) de deux lacs, jusqu'à un coude de rivière;
- vers le sud-est au pied d'une falaise de montagne, jusqu'à la confluence de la rivière Lessard (venant de l'ouest);
- d'abord vers le sud-est, puis vers l'est en formant une boucle vers le sud pour recueillir la décharge (venant du sud) d'un lac, jusqu’à son embouchure[3].

La rivière Franquelin Branche Ouest se déverse sur la rive ouest de la rivière Franquelin. Cette confluence est située à du côté ouest de la Cache-Trois, soit :
- au nord de l'embouchure de la rivière Franquelin;
- à l'ouest du centre du village de Godbout;
- au nord-est du centre-ville de Baie-Comeau[3].

À partir de l’embouchure de la rivière Franquelin Branche Ouest, le courant descend sur environ 19 km le cours de la rivière Franquelin jusqu'à la rive nord de l’estuaire du Saint-Laurent.

## Toponymie
Le toponyme « rivière Franquelin Branche Ouest » a été officialisé le 2 août 1974 à la Banque des noms de lieux de la Commission de toponymie du Québec.